# Kathedralglas

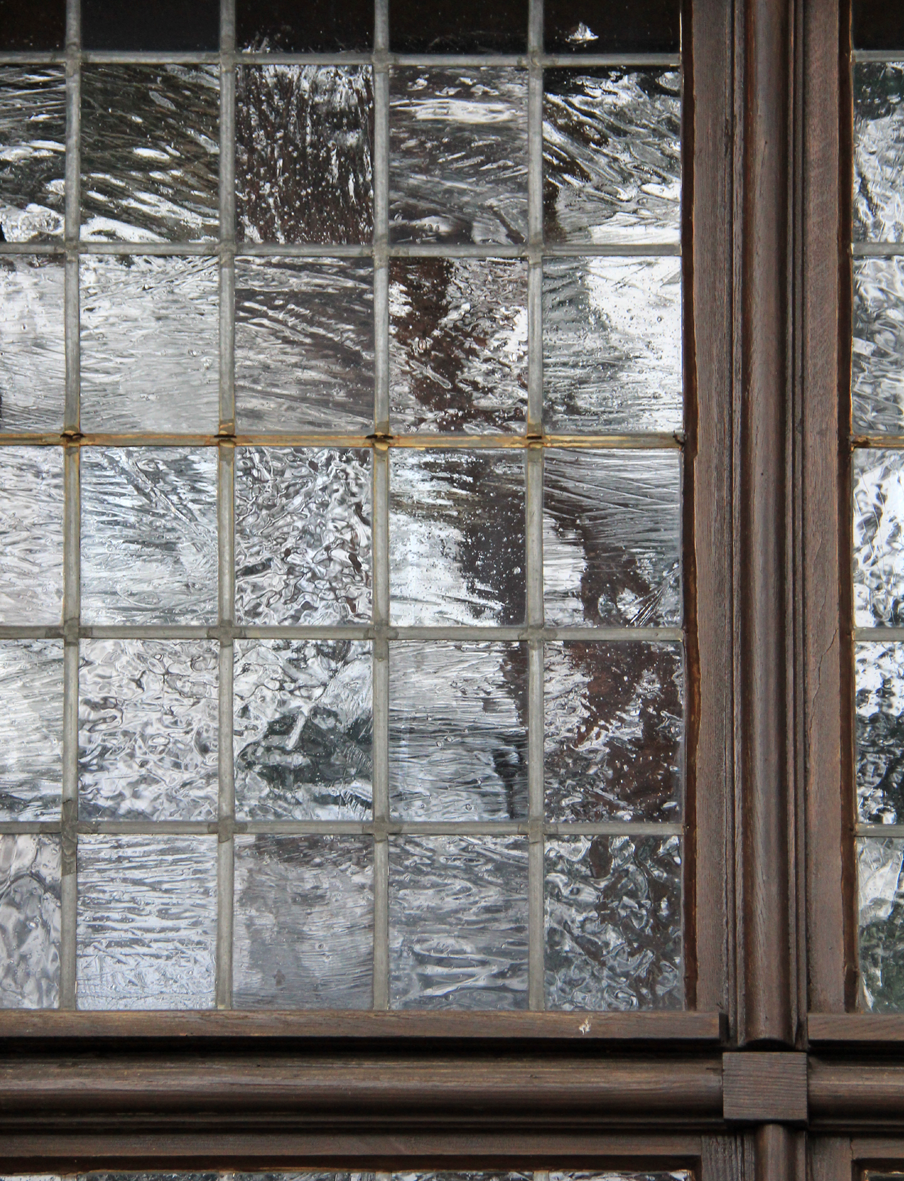
Traditionell hergestelltes Kathedralglas (Fenster in der Kapelle des Waldfriedhofs Dahlem)

Kathedralglas ist ein gegossenes und gewalztes Fensterglas mit leicht wellig bis wolkiger Oberfläche, welches das Licht bricht und Blickschutz bietet, so dass es auch für Badezimmerfenster verwendet wird. Gegenstände unmittelbar hinter dem Glas sind deutlich zu erkennen, je weiter entfernt sie von dem Glas sind, desto undeutlicher und schemenhafter werden sie.
Der Name beruht auf der Verwendung der farbigen Gläser zur Fertigung von Kirchenfenstern. Während der Jugendstilzeit war es das bevorzugte Glas für Glaskuppeln, Fenster, Möbel- und Zimmertüren sowie Orangerien.

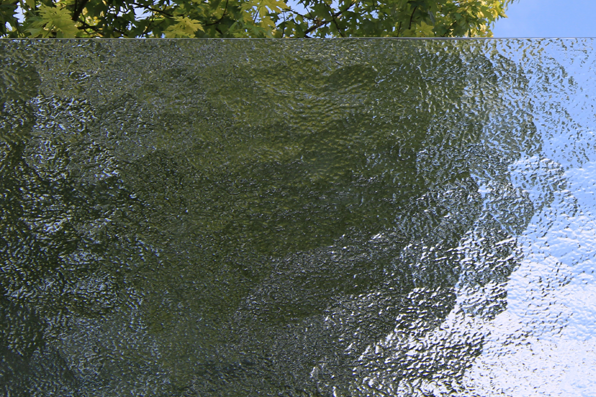
Industriell hergestelltes Kathedralglas

Die heute angebotenen Kathedralglasscheiben haben zwei unterschiedliche Oberflächenstrukturen. Die gewalzte Seite ist relativ glatt und wird als feuerpoliert bezeichnet, während die andere Seite ein unregelmäßiges welliges bis gehämmertes Muster aufweist. Diese Oberflächenstruktur entsteht beim Abkühlen durch den Kontakt des flüssigen Glases mit dem kühleren Stahltisch, auf den es gegossen wird.
Glas mit ähnlicher Struktur, aber in kleinerem Format bei deutlich größerer Glasstärke wird als Dallglas bezeichnet.

## Herstellung
Traditionell wurde geschmolzenes Glas zur Herstellung von Flachglas auf einen ebenen Untergrund aus Holz oder Stein gegossen und flach gewalzt. Kathedralglas, welches heute noch nach diesem Verfahren hergestellt wird, ist auch unter der Bezeichnung Tischkathedralglas bekannt. Es ist an seiner unregelmäßigen Struktur und kleinen Luftbläschen zu erkennen, die sich bei dieser Herstellungsweise kaum vermeiden lassen. Auch die Größe derart hergestellter Scheiben ist begrenzt. Ein verbliebener deutscher Hersteller fertigt die Scheiben in rund 30 verschiedenen Farben in einer Größe von 880 × 1800 × 3 mm und drittelt diese auf eine Größe von 600 × 880 × 3 mm.
Eine moderne Variante des Kathedralglases wird – wie anderes Ornamentglas – industriell auf einer kontinuierlichen Walzstraße gefertigt. Die Struktur wird dabei von einer oder mehreren Walzen auf das Glas übertragen. Am Ende der Walzstraße werden Scheiben automatisiert in Standardgrößen geschnitten.